# Edward Stutterheim
Edward Stutterheim (ur. 11 sierpnia 1908 w Amsterdamie, zm. 13 kwietnia 1977 w Opio) – holenderski żeglarz, dwukrotny olimpijczyk, zdobywca brązowego medalu w regatach na Letnich Igrzyskach Olimpijskich w 1948 roku w Londynie.

## Kariera sportowa
Dwukrotnie wraz z Adriaanem Maasem wystąpił na igrzyskach olimpijskich w klasie Star. W 1948 zdobył brązowy medal na jachcie Starita, cztery lata później na Bem II zajął zaś 8. lokatę.